# 麥克斯·鲍德里
麥克斯·亞歷山大·鮑德里（英語：Maxim Alexander Baldry，1996年1月5日—），是一位英國喜劇演員，因在2007年出演《戇豆放大假》而知名並獲得青年藝術家獎提名，及後亦主演了電視劇《聖橡鎮少年》和《未來歲月》。2022年，鮑德里於《魔戒：力量之戒》中飾演主要角色埃西鐸。 

## 生平
鮑德里於英國出生和長大，由於母親是俄羅斯人，因此他也會說流利俄語。鮑德里自2005年開始參演電影，並在2007年憑喜劇電影《戇豆放大假》而為人熟知，更獲得青年藝術家獎喜劇和音樂劇類最佳青年配角提名。2016年，鮑德里首次擔任主角，出演肥皂劇《聖橡鎮少年》，並在2019年再度主演劇集《未來歲月》，飾演烏克蘭難民維克多·格拉耶（Viktor Goraya）。2020年，鮑德里獲邀客串英國科幻電視劇《異世奇人》，飾演英國作家約翰·波里道利。2022年，鮑德里於《魔戒：力量之戒》中飾演主要角色埃西鐸。

## 作品列表
| 年份      | 名稱              | 角色                  | 備註                    |
| --------- | ----------------- | --------------------- | ----------------------- |
| 2005      | 小小北極熊2神秘島 | 朱楚                  | 英語配音                |
| 2007      | 羅馬              | 愷撒里昂              | 3集                     |
| 2007      | 戇豆放大假        | 史蒂芬·達切夫斯基（Stepan Dachevsky） |                         |
| 2016–2017 | 聖橡鎮少年        | 利亞姆·多努芬         | 主演；80集              |
| 2018      | 史前巨鱷6         | 丹尼（Dane）              | 電視電影                |
| 2019      | 未來歲月          | 維克多·格拉耶（Viktor Goraya）     | 主演；6集               |
| 2019      | 去年聖誕節        | 艾德（Ed）              |                         |
| 2020      | 異世奇人          | 約翰·波里道利         | 1集：鬧鬼的迪奧達蒂別墅 |
| 2020      | 勇者逆襲：仇殺    | 洛域·德馬奇（Loric Demachi）       | 2集                     |
| 2022      | 魔戒：力量之戒    | 埃西鐸                | 主演；5集               |

## 獎項與提名
| 年份 | 名稱         | 獎項                       | 作品       | 結果 | 參考資料 |
| ---- | ------------ | -------------------------- | ---------- | ---- | -------- |
| 2008 | 青年藝術家獎 | 喜劇和音樂劇類最佳青年配角 | 戇豆放大假 | 提名 | [ 10 ]   |

## 外部連結
- 麥克斯·鮑德里在互联网电影资料库（IMDb）上的資料（英文）